# Hans Nicolussi Caviglia
Hans Nicolussi Caviglia (Aosta, 18 giugno 2000) è un calciatore italiano, centrocampista del Venezia.

## Carriera

### Club

#### Gli inizi, Juventus e Perugia
Cresciuto nel settore giovanile della Juventus, esordisce con la prima squadra dei bianconeri l'8 marzo 2019, nella partita di Serie A vinta per 4-1 contro l'Udinese. Il 2 settembre seguente viene ceduto in prestito al Perugia, con cui il 4 dicembre segna la prima rete tra i professionisti, in occasione dell'incontro di Coppa Italia vinto per 1-2 contro il Sassuolo.

#### Parma e Juventus U23
Il 5 ottobre 2020 si trasferisce a titolo temporaneo al Parma; nel mese di dicembre riporta la rottura del legamento crociato anteriore del ginocchio sinistro, terminando così anzitempo la stagione. Tornato alla Juventus U23, il 18 agosto 2021 si opera al menisco dello stesso ginocchio, tornando a disposizione nel mese di novembre e segnando al rientro nella partita di Coppa Italia Serie C persa per 2-1 contro il Südtirol. Tuttavia i problemi all'arto precedentemente operato, causati da un'infiammazione dovuta a residui rimasti all'interno dell'articolazione, lo rendono indisponibile fino al successivo mese di maggio.

#### Südtirol e Salernitana
Il 12 luglio 2022 passa in prestito al Südtirol, in Serie B, con il quale sigla due reti nella prima metà della stagione contro Parma e Cittadella; il 3 ottobre prolunga fino al 2026 con il club torinese. Il 5 gennaio 2023 si trasferisce fino al termine della stagione alla Salernitana. Esordisce subito da titolare tre giorni dopo, nella partita interna contro il Torino, pareggiata per 1-1. Il 15 gennaio mette a segno anche la sua prima rete nel massimo campionato, nella sconfitta per 8-2 in casa dell'Atalanta. Chiude l'annata disputando 12 gare.

#### Ritorno alla Juventus
Tornato alla Juventus per la stagione successiva, fatica a trovare spazio, esordendo nuovamente con i colori bianconeri solo l'11 novembre 2023 nel finale della partita col Cagliari, vinta per 2-1. Tuttavia è schierato titolare nelle partite successive contro Inter e Monza, in quest'ultima fornisce anche l'assist per il primo gol bianconero di Adrien Rabiot.
Il 15 maggio 2024, stante la squalifica di Manuel Locatelli, viene scelto da Massimiliano Allegri tra i titolari della finale di Coppa Italia contro l'Atalanta, poi vinta per 1-0.

#### Venezia
Il 22 agosto 2024, Nicolussi Caviglia passa al Venezia, club neopromosso in Serie A, in prestito con obbligo di riscatto fissato a 3,5 milioni di euro, più ulteriori 1,5 di bonus. Il 30 ottobre segna la sua prima rete con i lagunari, mettendo a segno il gol del momentaneo 2-2 nella vittoria in rimonta per 3-2 sull'Udinese. Nel febbraio 2025, allo scattare delle condizioni per l'obbligo di riscatto, passa a titolo definitivo al Venezia. Nel corso del campionato, nonostante la giovane età si impone tra leader della squadra lagunare; tuttavia le sue buone prestazioni non bastano al Venezia per raggiungere la salvezza.

### Nazionale
Nicolussi Caviglia è stato chiamato per la prima volta a rappresentare il suo Paese nel dicembre 2016 per l'Italia U-17. Nel 2017 è stato incluso nella rosa per l'europeo under 17 dove ha messo a referto una presenza, segnando contro la Spagna U-17.
Successivamente è stato convocato per delle amichevoli con le nazionali under 18 e 19. Con la rosa dell'Italia U-19 ha preso parte all'europeo di categoria del 2019.
Il 13 ottobre 2020 ha esordito con l'Italia U-21, subentrando in una partita di qualificazione vinta 2-0 contro l'Irlanda U-21 a Pisa.
Nel dicembre 2022 è stato impegnato in uno stage guidato dal commissario tecnico della nazionale maggiore, Roberto Mancini, rivolto ai giovani più promettenti.

## Statistiche

### Presenze e reti nei club
Statistiche aggiornate al 24 maggio 2025.
| Stagione            | Squadra             | Campionato          | Campionato | Campionato | Coppe nazionali | Coppe nazionali | Coppe nazionali | Coppe continentali | Coppe continentali | Coppe continentali | Altre coppe | Altre coppe | Altre coppe | Totale | Totale |
| Stagione            | Squadra             | Comp                | Pres       | Reti       | Comp            | Pres            | Reti            | Comp               | Pres               | Reti               | Comp        | Pres        | Reti        | Pres   | Reti   |
| ------------------- | ------------------- | ------------------- | ---------- | ---------- | --------------- | --------------- | --------------- | ------------------ | ------------------ | ------------------ | ----------- | ----------- | ----------- | ------ | ------ |
| 2018-2019           | Juventus U23        | C                   | 8          | 0          | CI-C            | 0               | 0               | -                  | -                  | -                  | -           | -           | -           | 8      | 0      |
| 2018-2019           | Juventus            | A                   | 3          | 0          | CI              | -               | -               | UCL                | 0                  | 0                  | SI          | -           | -           | 3      | 0      |
| 2019-2020           | Perugia             | B                   | 27+2       | 1          | CI              | 1               | 1               | -                  | -                  | -                  | -           | -           | -           | 30     | 2      |
| 2020-2021           | Parma               | A                   | 0          | 0          | CI              | 2               | 0               | -                  | -                  | -                  | -           | -           | -           | 2      | 0      |
| 2021-2022           | Juventus U23        | C                   | 2+4        | 0          | CI-C            | 1               | 1               | -                  | -                  | -                  | -           | -           | -           | 7      | 1      |
| Totale Juventus U23 | Totale Juventus U23 | Totale Juventus U23 | 14         | 0          |                 | 1               | 1               |                    | -                  | -                  |             | -           | -           | 15     | 1      |
| 2022-gen. 2023      | Südtirol            | B                   | 17         | 2          | CI              | 1               | 0               | -                  | -                  | -                  | -           | -           | -           | 18     | 2      |
| gen.-giu. 2023      | Salernitana         | A                   | 12         | 1          | CI              | -               | -               | -                  | -                  | -                  | -           | -           | -           | 12     | 1      |
| 2023-2024           | Juventus            | A                   | 8          | 0          | CI              | 2               | 0               | -                  | -                  | -                  | -           | -           | -           | 10     | 0      |
| Totale Juventus     | Totale Juventus     | Totale Juventus     | 11         | 0          |                 | 2               | 0               |                    | 0                  | 0                  |             | -           | -           | 13     | 0      |
| 2024-2025           | Venezia             | A                   | 35         | 4          | CI              | 0               | 0               | -                  | -                  | -                  | -           | -           | -           | 35     | 4      |
| Totale carriera     | Totale carriera     | Totale carriera     | 118        | 8          |                 | 7               | 2               |                    | 0                  | 0                  |             | -           | -           | 125    | 10     |

### Cronologia presenze e reti in nazionale
| Cronologia completa delle presenze e delle reti in nazionale ― Italia under 21 | Cronologia completa delle presenze e delle reti in nazionale ― Italia under 21 | Cronologia completa delle presenze e delle reti in nazionale ― Italia under 21 | Cronologia completa delle presenze e delle reti in nazionale ― Italia under 21 | Cronologia completa delle presenze e delle reti in nazionale ― Italia under 21 | Cronologia completa delle presenze e delle reti in nazionale ― Italia under 21 | Cronologia completa delle presenze e delle reti in nazionale ― Italia under 21 | Cronologia completa delle presenze e delle reti in nazionale ― Italia under 21 |
| Data                                                                           | Città                                                                          | In casa                                                                        | Risultato                                                                      | Ospiti                                                                         | Competizione                                                                   | Reti                                                                           | Note                                                                           |
| ------------------------------------------------------------------------------ | ------------------------------------------------------------------------------ | ------------------------------------------------------------------------------ | ------------------------------------------------------------------------------ | ------------------------------------------------------------------------------ | ------------------------------------------------------------------------------ | ------------------------------------------------------------------------------ | ------------------------------------------------------------------------------ |
| 13-10-2020                                                                     | Pisa                                                                           | Italia under 21                                                                | 2 – 0                                                                          | Irlanda under 21                                                               | Qual. Europeo Under-21 2023                                                    | -                                                                              | 88’                                                                            |
| Totale                                                                         |                                                                                | Presenze                                                                       | 1                                                                              |                                                                                | Reti                                                                           | 0                                                                              |                                                                                |

## Palmarès

### Club
- Campionato italiano: 1

Juventus: 2018-2019
- Coppa Italia: 1

Juventus: 2023-2024